# Radoslav Procházka
Radoslav Procházka (* 31. března 1972 Bratislava) je slovenský politik, vysokoškolský pedagog a advokát. V parlamentních volbách 2010 a 2012 získal mandát poslance NR SR za KDH. V prezidentských volbách 2014 se ucházel o úřad prezidenta, jako nezávislý občanský kandidát. Se ziskem 21,2 % odevzdaných hlasů se umístil na třetím místě za vítězem prvního kola Robertem Ficem a druhým Andrejem Kiskou. Na jaře téhož roku založil středopravicovou stranu s názvem #SIEŤ. V letech 2014 až 2016 byl také jejím předsedou a také volebním lídrem pro parlamentní volby 2016. V říjnu 2016 oznámil odchod z politiky.

## Vzdělání
- 1978–1986 : ZŠ Lumumbova, Bratislava
- 1986–1990 : Gymnázium Laca Novomeského, Tomášikova ul., Bratislava
- 1990–1995 : vysokoškolské studium na Právnické fakultě Univerzity Komenského v Bratislavě (Mgr.)
- 1997–1998 : postgraduální studium na Yaleově univerzitě, New Haven, USA (LL.M.)
- 1999–2001 : doktorandské studium na Yaleově univerzitě, New Haven, USA (J.S.D. Doctor of Juridical Science)
- 2004 : postgraduální studium na Právnické fakultě Trnavské univerzity (Ph.D.)
- 2005 : docent na Právnické fakultě Trnavské univerzity (doc.)
- 2011 : mimořádný profesor na Právnické fakultě Trnavské univerzity (mprof.)

## Politická kariéra
V parlamentních volbách 2010 byl zvolen poslancem NR SR na kandidátce KDH a stal se předsedou Ústavněprávního výboru. V předčasných volbách 2012 byl opětovně zvolen, v roce 2013 však poslanecký klub KDH opustil, a stal se nezávislým poslancem.

## Kandidatura na prezidenta
Rozhodnutí kandidovat na post prezidenta SR oznámil v červnu 2013. Do ledna 2014 sesbíral 40 000 občanských podpisů a jeho kandidatura byla potvrzená. V průběhu kampaně se vyprofiloval jako jeden ze čtyř nejsilnějších kandidátů (Fico, Kiska, Kňažko, Procházka).
V prvním kole volby pro Procházku hlasovalo 403 548 voličů, což bylo 21,24% všech odevzdaných hlasů. Celkově tak oslovil 9,15% všech oprávněných voličů na Slovensku. Skončil tak na třetím místě a nepostoupil do druhého kola. Nadprůměrný volební zisk však zaznamenal v okresech Dolný Kubín, Námestovo, Tvrdošín, Levoča a Prešov, kde i přes celkový neúspěch zvítězil.

## Strana #SIEŤ
Radoslav Procházka využil svou veřejnou podporu a dne 27. března, tedy den před druhým kolem prezidentských voleb, oznámil založení nové strany #SIEŤ. Během následujících týdnů sesbíral v petiční akci více než 20 000 podpisů, ačkoliv k registraci strany je dostačující počet podpisů poloviční. Žádost o registraci byla podána 26. května téhož roku. Ministerstvo vnitra oficiálně zaregistrovalo stranu dne 12. června 2014. Spoluzakladateli strany jsou Miroslav Beblavý (SDKÚ-DS) a Andrej Hrnčiar (Most-Híd), kteří stejně jako Procházka, se na jaře 2014 vzdali svých poslaneckých mandátů. Za Procházku do parlamentu nastoupil Marián Radošovský (KDH). Na ustavujícím sjezdu v Žilině v září 2014 byl zvolen prvním předsedou strany.

### Volby 2016
Podle průzkumu volebních preferencí agentury FOCUS z ledna 2016 by stranu #SIEŤ volilo cca 13% (10,6% – 15,3%) voličů. Umístila by se tedy jako druhá, za očekávaným vítězem voleb levicovou stranou SMER-SD dosavadního premiéra Roberta Fica.
Ve druhé polovině ledna Radoslav Procházka v rozhovoru nejprve připustil, že je možné, že po volbách bude jeho strana spolupracovat se SMERem, posléze se však omluvil svým spolustraníkům e-mailem, že ona spolupráce je nemožná.

## Osobní život
Je rozvedený s Katarínou Procházkovou, mají syna a dceru. Žil v Šamoríně u Bratislavy, kde má nadpoloviční zastoupení maďarská menšina.